# ジョジョの奇妙な冒険における年表
ジョジョの奇妙な冒険における年表（ジョジョのきみょうなぼうけんにおけるねんぴょう）では、 荒木飛呂彦による日本の漫画・アニメ作品『ジョジョの奇妙な冒険』における架空の出来事を年表形式に掲載する。この世界の出来事は現実の時間軸に沿って展開する設定になっており、以下の年代表記は西暦である。
Part7と8はパラレルワールド的な扱いのため、別節掲載とする。スピンオフ作品は除外する。

## 概略
- Part1:1889-90年
- Part2:1938-39年
- Part3:1987-88年または1988-89年[注釈 1]
- Part4:1999年
- Part5:2001年
- Part6:2011-12年
- Part7:1890年[注釈 2]
- Part8:推定2011年[注釈 3]

## Part 1 - 6

### 紀元前
約12万年前
- カーズ、エシディシ誕生[注釈 4]。

約4万8000年前
- 石の矢の元となる隕石がグリーンランドに衝突する[2]。

約1万2000年前
- カーズが石仮面を開発し、エシディシと共に地底に住む一族をほぼ全員殺害、地底から出る。この頃にワムウ、サンタナ誕生。

紀元前3000年
- カーズら、初めて人間の歴史に姿を現す[3]。

紀元前2000年
- 波紋法誕生。

紀元前100年
- カーズらによって波紋一族がほぼ滅亡する。

紀元前62年
- カーズらが眠りにつく。その後カーズらによって滅ぼされた波紋法を復興しようとした修行者達が「地獄昇柱」を建てる。

### 12世紀-15世紀
- 南米アステカで太陽の民が文明を築く。その中には、石仮面を崇める部族がいた[4]。

### 16世紀
- メアリー・スチュワート、タルカス、ブラフォードがエリザベス一世によって処刑される。

### 19世紀
1827年
- ダリオ・ブランドー誕生。

1838年
- 1月19日、ウィル・A・ツェペリ（後のツェペリ男爵）誕生。

1852年
- 二つ杜トンネルが開通する。

1858年
- ツェペリの父、石仮面をかぶった影響で吸血鬼になる。その後、光を浴びて死亡する。

1860年
- ツェペリ、波紋法の修行を始める。

1863年
- ツェペリ、老師トンペティから「死の運命」の予言を聞く。
- 10月16日、ロバート・E・O・スピードワゴン誕生。

1867年
- ディオ・ブランドー誕生[5]。（ファントムブラッド）

1868年
- 4月4日、ジョナサン・ジョースター誕生。
- ジョースター一家が馬車の事故に遭い、夫人が死亡。ジョージとジョナサンはダリオ・ブランドーに発見され一命をとりとめる。

1869年
- エリナ・ペンドルトン誕生。

1880年
- ダリオ・ブランドーが病死（ディオによる毒殺）。その後ディオはジョースター家の養子になる。

1882年
- エリナがイギリスを離れ、英領インドで看護師となる。

1888年
- ロンドンで切り裂きジャックの事件が発生する（歴史上の未解決事件）。
- 11月、ジョースター邸炎上事件。当主暗殺計画に失敗した養子が抵抗し、当主ジョージ卿、養子ディオ、警官隊などが全員死亡し、跡取りのジョナサンとスピードワゴンのみが火事から生還。実際にはディオが石仮面を被った影響で吸血鬼になっており、ジョナサンに撃破されるも生き延びていた。
- 11月29日、ジョナサン、ツェペリから波紋の基礎を習得する。
- 12月、リサリサ（エリザベス・ジョースター）誕生。
- 12月1日、ウインドナイツ・ロットで73人が行方不明となる。陰ではジョナサンとディオが再び対決して、ジョナサンが死闘を制す。

1889年
- 2月2日、ジョナサンとエリナ結婚。
- 2月7日、ジョナサンがエリナを守るためディオの首を抱いたまま死亡する。享年20歳。船が沈没する直前にディオがジョナサンの遺体の首から下を奪い、棺桶型シェルターに逃れて海底に沈む。
- 12月、ジョージ=ジョースターII世誕生。

### 20世紀
1910年
- ロバート・E・O・スピードワゴンがスピードワゴン財団（SPW財団）を設立。

1914年（1918年説もある）
- ジョージ=ジョースターII世とリサリサ結婚。

1918年
- 5月13日、シーザー・アントニオ・ツェペリ誕生。

1920年
- 9月27日、ジョセフ・ジョースター誕生[6]。
- その直後、ジョージII世がイギリス空軍将校となっていたゾンビの生き残りに殺される。リサリサはその仇を討ち失踪、ストレイツォの元へ。

1933年あるいは1934年（ジョセフ13歳の時）
- ジョセフ、スピードワゴンを狙ったハイジャック事件に巻き込まれる。スピードワゴンがジョセフの波紋能力を知った最初、またジョセフの墜落初体験。

1934年あるいは1935年（シーザー16歳の時）
- シーザー、ローマで父・マリオと再会、この直後マリオはカーズ達の罠のために命を落とし、シーザーは彼の遺志をついで戦いに身を投じる。

1938年
- SPW財団の調査隊がメキシコでサンタナを発見、ジョセフと柱の男たちの戦いの始まり[7]。（戦闘潮流）

1939年
- 2月27日、シーザー・アントニオ・ツェペリ死亡。享年20歳。
- 2月28日、エイジャの赤石のパワーで究極生命体が誕生。
- 3月1日、ジョセフとスージーQ、結婚する。

1942年
- ホリィ・ジョースター（空条ホリィ）誕生（1943年説もある）。

1943年
- ルドル・フォン・シュトロハイム、スターリングラード戦線で戦死。

1948年
- リサリサ、ハリウッドの脚本家と再婚。

1950年
- エリナ・ジョースター（旧姓ペンドルトン）死去。享年81。

1952年
- ロバート・E・O・スピードワゴン死去。享年89。

1965年
- J・P・ポルナレフ誕生。

1966年
- 1月30日、吉良吉影誕生。

1967年（アニメ版では1965年）
- イタリアの女子刑務所で父親不明の子供（ディアボロ）が産まれる。

1970年または1971年
- 空条承太郎誕生[8][9][10]。

1971年
- 花京院典明誕生。

1972年6月5日
- エンリコ・プッチとウェス・ブルーマリンが同じ病院で誕生。エンリコは双子で弟ドメニコは死産であったが、実は取り換えられておりウェスこそがドメニコであった。

1974年
- リゾット・ネエロ誕生。

1979年
- 岸辺露伴誕生[11]。

1980年代
- 杜王町がS市のベッドタウンとして急速に発展

1980年
- 3月25日、レオーネ・アバッキオ誕生。
- 9月27日、ブローノ・ブチャラティ誕生。

1982年
- フランスのロレーヌ地方で６人の男女がハイキング登山で遭難し、６人全員が死亡。
- 12月3日、グイード・ミスタ誕生。

1983年
- DIOが財宝探索者達によって深海から引き上げられる[12]（1984年説[13]もある）。
- ジョセフ・ジョースターが日本を訪れた際に東方朋子と不倫する。
- 5月20日、ナランチャ・ギルガ誕生。
- 8月13日、杜王町で杉本家殺人事件が発生。殺人鬼吉良吉影の最初の犯行。岸辺露伴はその場に居合わせたが難を逃れる[11]。
- 東方仗助誕生。

1984年
- 3月28日、広瀬康一誕生。
- ジョセフ、モハメド・アヴドゥルと知り合う。
- シェリー・ポルナレフがJ・ガイルに殺害される。

1985年
- パンナコッタ・フーゴ誕生。
- 4月16日、ジョルノ・ジョバァーナ誕生。[14]
- 6月8日、トリッシュ・ウナ誕生。[15](作中には1986年4月19日生まれという表記もある。)

1986年頃
- サルディニア島の村で大火事が発生し、ディアボロが表向きは死亡したこととなり、姿を消す。同時期、ディアボロがエジプトで矢を発掘して、エンヤ婆とDIOの手に渡る。パッショーネが台頭してヨーロッパの犯罪件数が激増。
- ジョセフ、スタンド能力が突然発現する。
- DIOとエンリコ・プッチが出会う。

1987年（または1988年）
- 7月頃、モハメド・アヴドゥルがエジプトのスーク(市場)にてDIOと遭遇。肉の芽を植え付けられかけるが、辛くも逃げ延びる。
- 承太郎がスタンド能力を発現、当初その能力を「悪霊にとりつかれた」と解釈し自ら警察に拘置されるがジョセフの説得を受け出所。
- 承太郎、ジョセフらDIOと戦うためエジプトへ向かう。（スターダストクルセイダース）
- この頃、東方仗助もスタンド能力を発現、それに伴う発熱で病院に向かう途中、リーゼントヘアの少年に命を救われている。

1988年（または1989年）
- 1月16日、承太郎たちがDIOの館へ突入する。
- 1月17日、空条承太郎がDIOを倒す。ディオ・ブランドーが完全に死亡。

1992年
- 空条徐倫誕生。

1995年
- 岸辺露伴、漫画家デビュー。週刊少年ジャンプで「ピンクダークの少年」を連載開始[11]。

1996年
- 鋼田一豊大が杜王町の廃棄された鉄塔を買い取り、自給自足生活を始める。

1999年
- 2月、岸辺露伴が杜王町へ移住[11]。
- 4月、承太郎が杜王町を訪れ東方仗助と出会う。
- 杜王町でスタンド使いによる事件が頻発、仗助と承太郎はその鍵を握る「弓と矢」の行方を追う。（ダイヤモンドは砕けない）
- ソルベとジェラートがボスの正体を探ろうとしてボスの逆鱗に触れてしまい処刑される。（黄金の風）
- チョコラータが医療ミスで患者を死なせ病院を解雇になった所を組織に拾われる。（黄金の風）

### 21世紀
2001年
- 3月30日、ジョルノ・ジョバァーナ、ギャング組織「パッショーネ」の内部抗争に終止符を打つため身を投じる。（黄金の風）

2011年
- 10月28日、空条徐倫によるヒッチハイカーの轢き逃げ事故が発生。
- 11月6日、徐倫が「州立グリーン・ドルフィン・ストリート重警備刑務所」（略称「G.D.st刑務所」、通称「水族館」）に入監。
- 11月8日、徐倫が裁判で殺人罪懲役15年を宣告され、刑務所に完全に収監される。ここまでがエンリコ・プッチが空条承太郎をおびき寄せるための謀略である。（ストーンオーシャン）

2012年
- 3月21日（新月の前日）、時間が加速して、運命が魂に記憶される。

## Part 7 - 9

### 19世紀以前
1191年
- イギリスのグラストンベリー修道院で、ローマ時代に描かれた「アリマタヤのヨセフの地図」が発見される。

1302年
- ネアポリス王国建国（史実のナポリ王国に相当）。

1492年
- コロンブスがアメリカ大陸に到達（史実通り）。この数年後、イギリスから「アリマタヤのヨセフの地図」が行方不明になる。

### 19世紀
1822年頃
- ノリスケ・ヒガシカタ（初代・東方憲助）誕生。

1847年9月20日
- ファニー少年誕生（後の第23代アメリカ合衆国大統領・ファニー・ヴァレンタイン）。

1866年頃
- ジャイロ・ツェペリ誕生。

1871年頃
- ジョニィ・ジョースター（ジョナサン・ジョースター）誕生。

不明
- ディエゴ・ブランドー（ディオもしくはDio）誕生。

1890年9月25日
- 北アメリカ大陸横断レース・「スティール・ボール・ラン」が、サンディエゴビーチよりスタート[17]。（スティール・ボール・ラン）

1891年1月19日
- 同レース、終了。聖人の遺体がニューヨークの教会の地下に格納される？
- ノリスケ・ヒガシカタがレース準優勝の賞金を元手にフルーツの輸入事業を始める。

1892年
- ジョニィ・ジョースターが東方憲助の娘・理那と結婚。

1890年代頃
- ネアポリスが王政を廃止し、イタリア共和国に編入される。ツェペリ一族の消息は明らかではない。

1898年
- ジョニィと理那の間に息子（ジョージ・ジョースターIII世）誕生。

### 20世紀
1901年11月11日
- ジョニィ・ジョースターが日本の杜王町で事故死。

1902年5月23日
- 事故現場にジョースター地蔵が祀られる。

1911年
S市にTG医大病院が設立される。
1938年
- ニューギニア島の高地でオーストラリア人がロカカカを発見。太平洋戦争が始まり日本軍が島半分を占領した頃からロカカカは行方不明になる。

1941年
- ラヂオ・ガガ事件。

1952年頃
- 四代目・東方憲助、誕生。

1959年頃
- 吉良・ホリー・ジョースター、誕生。

1963年
- 東方常助（後の四代目憲助）が11歳で奇病に罹るも治癒。

1979年頃
- 東方常敏・密葉、誕生。

1982年頃
- 吉良吉影、誕生。

1987年頃
- 東方鳩、誕生。

1989年頃
- 虹村京、誕生。

1991年頃
- 東方常敏が11歳で奇病に罹るも完治。

1992年頃
- 広瀬康穂・東方常秀、誕生。

1995年頃
- 東方大弥、誕生。

1996年頃
- 東方花都が殺人罪で逮捕され刑務所入り。

### 21世紀
2002年
- 東方つるぎ、誕生。

2009年
八木山夜露が東方家の家屋を設計建築。夜露と常敏が接触。TG医大病院の建物が新しくなる。吉良吉影が岩人間とロカカカの存在を知る。
2011年頃
- 3月11日、大震災が発生し、M県S市紅葉区杜王町に「壁の目」が出現。
- 8月19日、笹目桜二郎が吉良吉影をハメるために罠を張る。吉影が帽子屋SBRで帽子を購入する。吉影が死亡する。
- 「壁の目」から記憶喪失の少年を広瀬康穂が発見。東方家に引き取られ、「東方定助」と命名される。（ジョジョリオン）